# Zapadni (A.40) Mbam jezici
Zapadni (A.40) Mbam jezici (privatni kod: wmba), jedna od četiri poslupine mbamskih jezika iz Kameruna, koju čine s jezicima sanaga (A.60), zapadni (A.60) mbam i Yambasa (A.60). Predstavnici su:
- Bati ili Bati Ba Ngong, Bati de Brousse[btc], 800 (1975 popis).
- Nomaande ili Lemande, Mande, Mandi, Noomaante, Numand, Pimenc [lem], 6.000 (1982 SIL).
- Tuotomb ili Bonek, Ponek [ttf], 1.000 (1984).
- Yambeta ili 	Njambeta, Yambetta [yat], 3.700 (1982 SIL).

## Vanjske poveznice
- Ethnologue (14th)
- Ethnologue (15th)